# Mały Płock (leśniczówka)
Mały Płock – leśniczówka zniesiona 1 stycznia 2003 r. w Polsce położona w województwie podlaskim, w powiecie kolneńskim, w gminie Mały Płock.

## Historia
W latach 1921–1939 leśniczówka leżała w województwie białostockim, w powiecie kolneńskim (od 1932 w powiecie ostrołęckim), w gminie Mały Płock.
1 stycznia 2003 miejscowość Mały Płock Pierwszy o rodzaju leśniczówka została zlikwidowana i wraz z dotychczasowymi wsiami Mały Płock Pierwszy i Mały Płock Drugi, leśniczówką Mały Płock Drugi oraz gajówką Mały Płock Pierwszy ukonstytuowała na nowo powstałą wieś Mały Płock.